# Lista de deputados estaduais do Amazonas da 16.ª legislatura
Esta é a lista de deputados estaduais do Amazonas para a legislatura 2007–2011.

## Composição das bancadas
| Partido | Líder                 | Bancada | Posição      |
| ------- | --------------------- | ------- | ------------ |
| PMDB    | Nelson Azêdo          | 4 / 24  | Governo      |
| PP      | Wallace Souza         | 3 / 24  | Governo      |
| PMN     | Dr. Wilson Lisboa     | 2 / 24  | Governo      |
| PAN     | David Almeida         | 2 / 24  | Independente |
| PFL     | Prof. Therezinha Ruiz | 2 / 24  | Oposição     |
| PV      | Angelus Figueira      | 1 / 24  | Independente |
| PT      | Prof. Sinésio Campos  | 1 / 24  | Oposição     |
| PTB     | Francisco de Souza    | 1 / 24  | Governo      |
| PRTB    | Edílson Gurgel        | 1 / 24  | Governo      |
| PRONA   | Ricardo Nicolau       | 1 / 24  | Oposição     |
| PRP     | Donmarques Mendonça   | 1 / 24  | Independente |
| PCdoB   | Eron Bezerra          | 1 / 24  | Oposição     |
| PSB     | Josué Neto            | 1 / 24  | Oposição     |
| PPS     | Luiz Castro           | 1 / 24  | Oposição     |
| PL      | Sabá Reis             | 1 / 24  | Independente |
| PHS     | Liberman Moreno       | 1 / 24  | Independente |

## Deputados estaduais
| Número | Deputados estaduais eleitos | Partido | Votação | Percentual | Cidade onde nasceu | Unidade federativa |
| 11123  | Wallace Souza               | PP      | 48.965  | 3,53%      | Manaus             | Amazonas           |
| 15666  | Belarmino Lins              | PMDB    | 34.098  | 2,46%      | Fonte Boa          | Amazonas           |
| 15678  | Nelson Azedo                | PMDB    | 33.021  | 2,38%      | Itacoatiara        | Amazonas           |
| 15777  | Marcos Rotta                | PMDB    | 32.178  | 2,32%      | Cianorte           | Paraná             |
| 43123  | Angelus Figueira            | PV      | 31.026  | 2,24%      | Manaus             | Amazonas           |
| 13633  | Professor Sinésio Campos    | PT      | 30.662  | 2,21%      | Santarém           | Pará               |
| 15123  | Dr. Vicente Lopes           | PMDB    | 29.932  | 2,16%      | Serrita            | Pernambuco         |
| 14777  | Francisco Souza             | PTB     | 29.006  | 2,09%      | Solonópole         | Ceará              |
| 28671  | Edílson Gurgel              | PRTB    | 26.576  | 1,92%      | Lábrea             | Amazonas           |
| 56789  | Ricardo Nicolau             | PRONA   | 25.786  | 1,86%      | Manaus             | Amazonas           |
| 11789  | Conceição Sampaio           | PP      | 20.469  | 1,48%      | Alenquer           | Pará               |
| 33147  | Dr. Wilson Lisboa           | PMN     | 19.323  | 1,39%      | Manaus             | Amazonas           |
| 11111  | Adjuto Afonso               | PP      | 18.713  | 1,35%      | Manaus             | Amazonas           |
| 33123  | Carlos Alberto Almeida      | PMN     | 18.218  | 1,31%      | Rio de Janeiro     | Rio de Janeiro     |
| 44123  | Donmarques Mendonça         | PRP     | 17.690  | 1,28%      | Itacoatiara        | Amazonas           |
| 26369  | Walzenir Falcão             | PAN     | 15.883  | 1,15%      | Careiro            | Amazonas           |
| 25123  | Professora Therezinha Ruiz  | PFL     | 15.531  | 1,12%      | Manaus             | Amazonas           |
| 65656  | Eron Bezerra                | PCdoB   | 15.491  | 1,12%      | Boca do Acre       | Amazonas           |
| 40400  | Josué Neto                  | PSB     | 15.458  | 1,12%      | Manaus             | Amazonas           |
| 23333  | Luiz Castro                 | PPS     | 15.349  | 1,11%      | São Paulo          | São Paulo          |
| 22123  | Sabá Reis                   | PL      | 14.087  | 1,02%      | Parintins          | Amazonas           |
| 25234  | Dra. Vera Castelo Branco    | PFL     | 14.034  | 1,01%      | Araguari           | Minas Gerais       |
| 31031  | Liberman Moreno             | PHS     | 11.841  | 0,85%      | Jutaí              | Amazonas           |
| 26026  | David Almeida               | PAN     | 7.569   | 0,55%      | Manaus             | Amazonas           |